# Cherryvale (Karolina Południowa)
Cherryvale – jednostka osadnicza w Stanach Zjednoczonych, w stanie Karolina Południowa, w hrabstwie Sumter.